# پسیلوملان
پسیلوملان  (به انگلیسی: Psilomelane) با فرمول شیمیایی (BaH2O)Mn5O10 از مجموعه کانی هاست و از واژه‌های یونانی سیلوس Psilos یعنی صاف و melas بمعنای سیاه گرفته شده‌است. به سختی محلول در HCl و H2SO۴ - با حرارت شعله در اسید سیتریک و اکزالیک نیز حل می‌شود. برای اولین بار در آلمان غربی کشف شد و از نظر، رنگ: سیاه، شفافیت: کدر(اپاک)، جلا: مات - نیمه فلزی، رخ: ندارد، سیستم تبلور: مونوکلینیک و در رده‌بندی اکسید است همچنین خاصیت مغناطیسی ندارد و منشأ تشکیل آن دگرگونی - متاسوماتیک - هیدروترمال است.
همایند کانی‌شناسی (پارانژ) آن اشعه X - چگالی - رنگ اثر خطهوسمانیت - پیرولوزیت- دولومیت- باریت- سیلوملان و غیره است
، از نظر ژیزمان آگرگات کریپتوکریستالین - فشرده - استالاکتیتی- شاخه‌ای کمیاب است و بیشتر در آلمان شرقی، سوئد، برزیل، آمریکا و هند یافت می‌شود.